# Свигер фон Гунделфинген-Еренфелс
Свигер фон Гунделфинген/фон Еренфелс (на немски: Swigger von Gundelfingen/von Ehrenfels; † 14 февруари 1421) е рицар от швабската фамилия Гунделфинген на Дунав, господар на Нидергунделфинген, днес част от Мюнсинген във Вюртемберг и на замък Еренфелс.
Той е син на рицар Свигер X фон Гунделфинген († ок. 6 март 1384) и първата му съпруга Салмей († между 2 ноември 1346 и 26 август 1356). Баща му се жени втори път пр. 1356 г. за Агнес фон Цолерн-Шалксбург († 26 януари 1398). Брат е на Елизабет фон Гунделфинген († 1342), омъжена ок. 20 юни 1327 г. за Улрих III фон Абенсберг, фогт фон Рор († 1367). Полубрат е на рицар Фридрих фон Нидергунделфинген († 1411/1412) и на Еуфемия (Офемия) фон Гунделфинген († 13 януари/6 август 1406), омъжена пр. 1382 г. за Ханс фон Клингенберг, фогт фон Радолфцел († 1388).
Свигер фон Гунделфинген умира на 14 февруари 1421 г. и е погребан в Обералтинг близо до Зеефелд.

## Фамилия
Свигер фон Гунделфинген се жени за Елизабет фон Хоенфелс († сл. 1394).
Свигер фон Гунделфинген се жени втори път за Елизабет фон Щайн-Хилполтщайн († 8 януари 1398), дъщеря на Хилполт III фон Щайн († 1379/1380) и Маргарета фон Зефелд († 1371). Те имат дъщеря:

- Анна фон Гунделфинген († сл. 1396), омъжена пр. 13 ноември 1396 г. за Томас фон Прайзинг († сл. 1396)